# Brian Rawlinson
Brian Rawlinson (* 12. November 1931 in Stockport; † 23. November 2000 in Exeter) war ein britischer Schauspieler.
Rawlinson war ein populärer Bühnen-, Fernseh- und Filmschauspieler und trat in etlichen Filmen der Carry-On-Filmreihe auf. Seine bekannteste Rolle spielte er als Robert Onedin in der Fernsehserie Die Onedin-Linie.
Rawlinson begann seine Bühnenkarriere im Old Vic Theatre und war häufiger Gast auf den Fernsehschirmen in England.

## Filmografie (Auswahl)
- 1956–1957: Seeabenteuer (The Buccaneers) (Fernsehserie, 35 Folgen – in Deutschland liefen jedoch nur 8)[1]
- 1957: Im Dienste des Königs (Dangerous Exile)
- 1958: Ivanhoe (Fernsehserie, 1 Folge)
- 1958: Sheriff wider Willen (The Sheriff of Fractured Jaw)
- 1960: Das Schwert des Robin Hood (The Sword of Sherwood Forest)
- 1960: Die Abenteuer von Robin Hood (The Adventures of Robin Hood) (Fernsehserie, 1 Folge)
- 1961: London hält den Atem an (The Unstoppable Man)
- 1961: Geheimauftrag für John Drake (Danger Man) (Fernsehserie, 1 Folge)
- 1961–1970: Coronation Street (Fernsehserie, 16 Folgen)
- 1962: Alarm auf der Valiant (The Valiant)
- 1962: Ist ja irre – der Schiffskoch ist seekrank (Carry On Cruising)
- 1963: Die eiserne Jungfrau (The Iron Maiden)
- 1963: Krankenschwester auf Rädern (Nurse on Wheels)
- 1964: Ist ja irre – Cäsar liebt Cleopatra (Carry On Cleo)
- 1965: Ist ja irre – der dreiste Cowboy (Carry On Cowboy)
- 1966: Der Baron (The Baron) (Fernsehserie, 1 Folge)
- 1967: Die Herrin von Thornhill (Far from the Madding Crowd)
- 1971: Stiefel, die den Tod bedeuten (See No Evil)
- 1971–1978: Die Onedin-Linie (The Onedin Line) (Fernsehserie, 41 Folgen)
- 1988: Mein Leben mit Anne Frank (The Attic: The Hiding of Anne Frank)
- 1990: The Bill (Fernsehserie, 1 Folge)
- 1995: Heartbeat (Fernsehserie, 1 Folge)
- 1996: Die skandalösen Abenteuer der Moll Flanders (The Fortunes and Misfortunes of Moll Flanders)